# Valanginien
| Systeem                                                                                   | Serie     | Etage         | Ouderdom (Ma) |
| ----------------------------------------------------------------------------------------- | --------- | ------------- | ------------- |
| Paleogeen                                                                                 | Paleoceen | Danien        | jonger        |
| Krijt                                                                                     | Boven     | Maastrichtien | 66,0–72,1     |
| Krijt                                                                                     | Boven     | Campanien     | 72,1–83,6     |
| Krijt                                                                                     | Boven     | Santonien     | 83,6–86,3     |
| Krijt                                                                                     | Boven     | Coniacien     | 86,3–89,8     |
| Krijt                                                                                     | Boven     | Turonien      | 89,8–93,9     |
| Krijt                                                                                     | Boven     | Cenomanien    | 93,9–100,5    |
| Krijt                                                                                     | Onder     | Albien        | 100,5–113,0   |
| Krijt                                                                                     | Onder     | Aptien        | 113,0–125,0   |
| Krijt                                                                                     | Onder     | Barremien     | 125,0–129,4   |
| Krijt                                                                                     | Onder     | Hauterivien   | 129,4–132,9   |
| Krijt                                                                                     | Onder     | Valanginien   | 132,9–139,8   |
| Krijt                                                                                     | Onder     | Berriasien    | 139,8–145,0   |
| Jura                                                                                      | Malm      | Tithonien     | ouder         |
| Indeling van het Krijt volgens de ICS. Cursieve ouderdommen hebben een grote onzekerheid. |           |               |               |

Het Valanginien (Vlaanderen: Valanginiaan) is een etage in het Onder-Krijt, met een ouderdom van 139,8 tot 132,9 Ma. Het Valanginien komt na/op het Berriasien en na het Valanginien komt het Hauterivien.

## Naamgeving en definitie
Het Valanginien is genoemd naar de Zwitserse plaats Valangin, vlak bij het Meer van Neuchâtel. Naam en etage werden gedefinieerd door Édouard Desor in 1853.
De basis van het Valanginien wordt gedefinieerd door het eerste voorkomen van de calpionellide Calpionellites darderi en de ammoniet Thurmanniceras pertransiens. De top wordt gedefinieerd door het eerste voorkomen van het ammonietengeslacht Acanthodiscus (in het bijzonder A. radiatus).

## Dieren uit het Valanginien

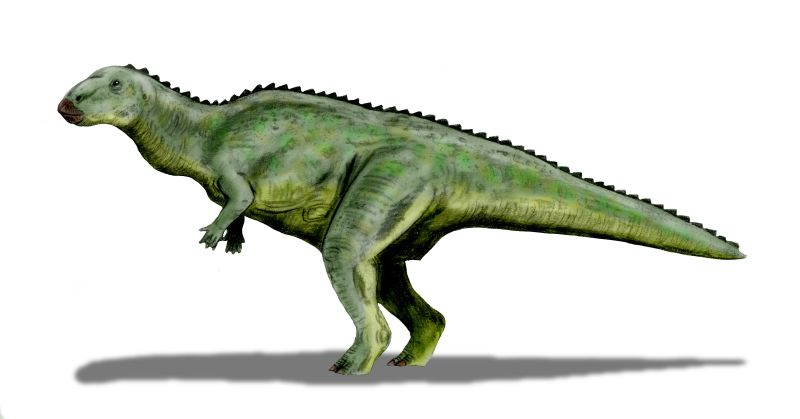
Lanzhousaurus
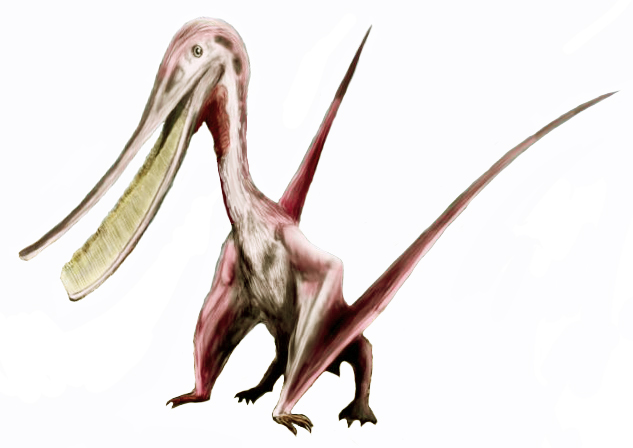
Pterodaustro
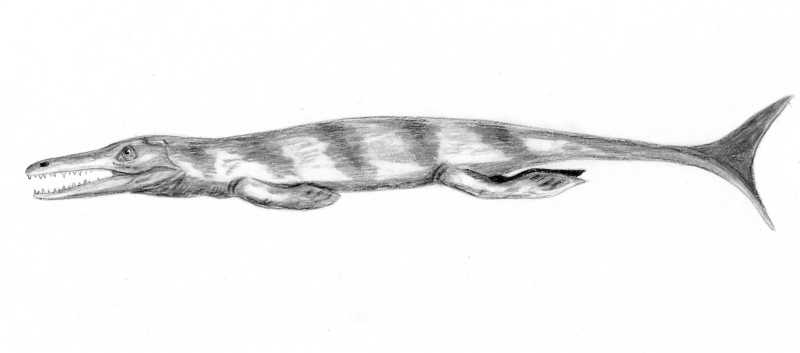
Enaliosuchus
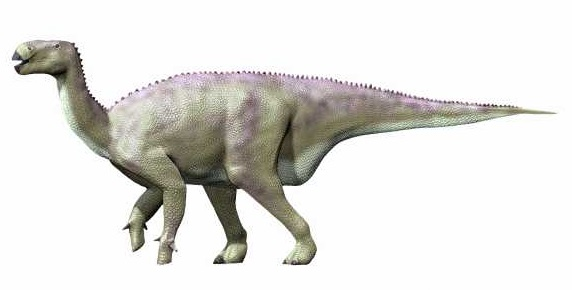
Iguanodon
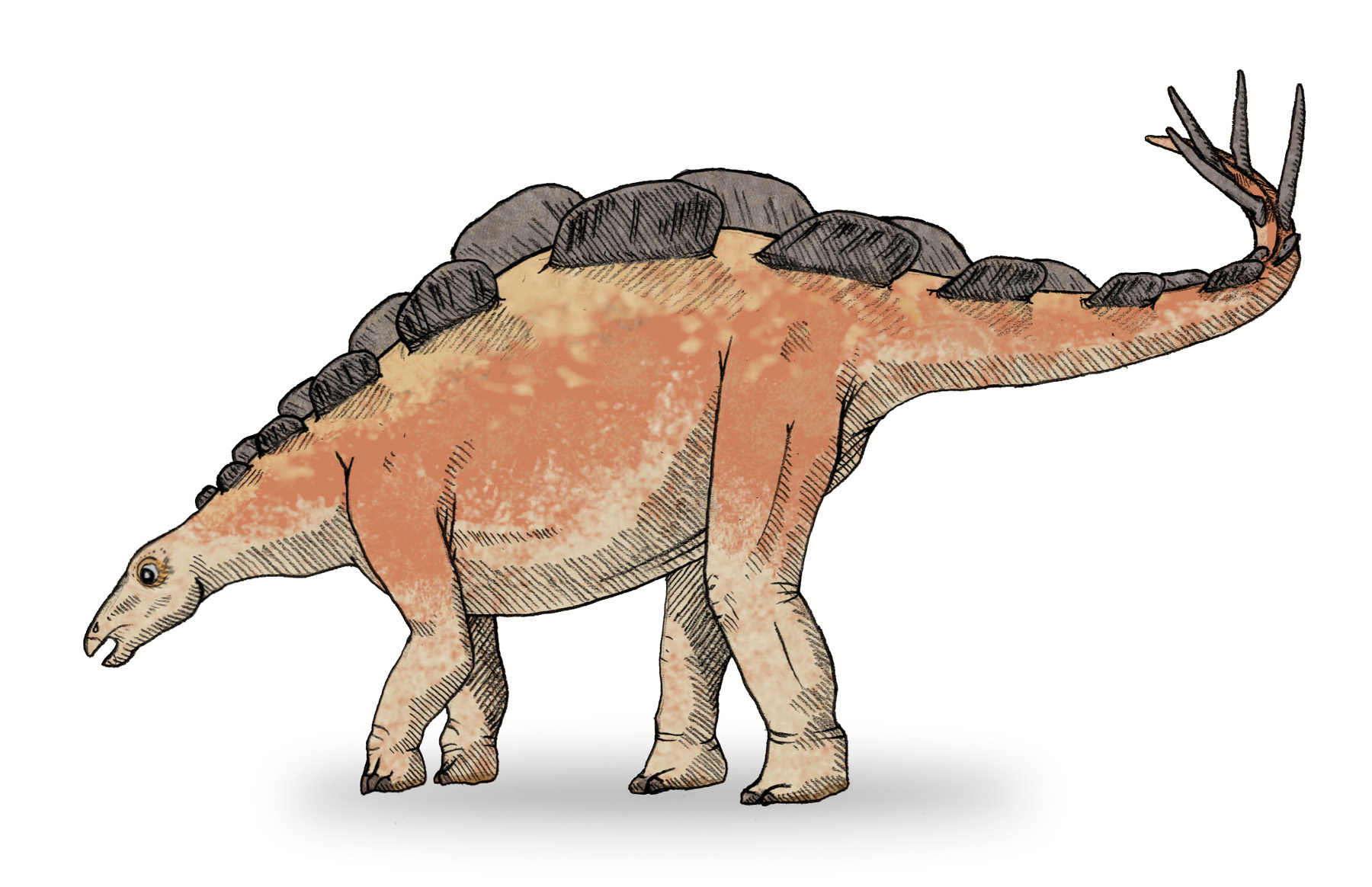
Wuerhosaurus